# Aïn Tolba
Ain Tolba là một đô thị thuộc tỉnh Aïn Témouchent, Algérie. Dân số thời điểm năm 2002 là 11.188 người.